# 네오넬리
네오넬리(Neoneli, 사르데냐어: Neunele)는 이탈리아의 사르데냐 주에 있는 오리스타노도의 코무네이다. 칼리아리에서 북쪽으로 약 100 킬로미터 (62 mi) 떨어져 있고, 오리스타노에서 북동쪽으로 약 35 킬로미터 (22 mi) 떨어져 있다.
네오넬리는 다음 지방 자치체와 접해 있다: 아르다울리, 아우스티스, 누게두산타비토리아, 오르투에리, 소르고노, 울라티르소.